# Математический институт имени В. А. Стеклова РАН
Федеральное государственное бюджетное учреждение науки Математический институт им. В. А. Стеклова Российской академии наук (сокр. МИАН) — российский научно-исследовательский институт в области математики, один из центров математической науки в стране. Находится в Москве.

## История
Создан в соответствии с Постановлением Общего собрания АН СССР от 28 апреля 1934 года о разделении Физико-математического института на два учреждения: Институт математики и Институт физики.
Назван в честь основателя и первого директора Физико-математического института русского математика Владимира Андреевича Стеклова (1863 (1864) — 1926).
В первом штатном расписании числилось 24 человека, среди них В. Д. Купрадзе (учёный секретарь), Б. Н. Делоне, А. М. Журавский, Н. С. Кошляков, Н. И. Мусхелишвили, В. И. Смирнов, Б. А. Венков, А. О. Гельфонд, Н. Е. Кочин, М. А. Лаврентьев, П. С. Новиков, Б. И. Сегал, С. Л. Соболев, Л. Г. Шнирельман, А. В. Дымман, К. В. Меликов, Оленский, А. В. Светлов, Случановский, В. Строганов, Д. К. Фаддеев.
В 1934 году институт переехал в Москву, в связи с чем было организовано Ленинградское отделение Математического института (ЛОМИ), с 1992 года ставшее Санкт-Петербургским отделением Математического института им. В. А. Стеклова (ПОМИ, с 1995 имеет статус самостоятельного института РАН).
Научно-методическое руководство МИАН осуществляет Отделение математических наук РАН.
В 1967 году институт был награждён орденом Ленина, в 1984 году — орденом Октябрьской Революции.
Институт был создан и возглавляем с момента создания и до 1983 года академиком Иваном Матвеевичем Виноградовым за исключением периода с 1942 по 1944 год, когда Институт возглавлял академик Сергей Львович Соболев. В 1983—1987 директором института был Николай Николаевич Боголюбов, с 1988 по 1993 год — Василий Сергеевич Владимиров, с 1993 по 2004 год — Юрий Сергеевич Осипов, с 2004 по 2016 год — Валерий Васильевич Козлов. С 2017 года директором назначен академик РАН Дмитрий Валерьевич Трещёв.
Издаёт журналы:
- Лекционные курсы НОЦ
- Математические вопросы криптографии
- Нелинейная динамика
- Современные проблемы математики
- Regular and Chaotic Dynamics

Совместно с Отделением математических наук РАН издаёт журналы:
- Дискретная математика
- Известия РАН. Серия математическая
- Математические заметки
- Математический сборник
- Теоретическая и математическая физика
- Теория вероятностей и ее применения
- Труды Математического института имени В. А. Стеклова
- Успехи математических наук
- Функциональный анализ и его приложения

## Научные исследования
Институт проводит фундаментальные исследования по проблемам фундаментальной математики и ряду её приложений, а также по важным проблемам механики, математической и теоретической физики.
Основные научные направления
- Алгебра
- Алгебраическая геометрия
- Теория чисел
- Геометрия
- Топология
- Математическая логика
- Дискретная математика
- Теория функций
- Комплексный анализ
- Теория вероятностей и математическая статистика
- Дифференциальные уравнения
- Оптимальное управление
- Механика
- Математическая физика
- Теоретическая физика